# 티포그라피카
티포그라피카(Tipographica, ティポグラフィカ)는 일본의 록밴드이다.

## 개요
1986년에 기타리스트 이마호리 츠네오가 결성했다. 음악학교에서 이마호리와 색소폰 주자 키쿠치 나루요시가 만났고 이후 베이스의 藤本敦夫와 드럼에 小野江一郎가 합류했다. 밴드명은 이탈리아어로 인쇄기라는 뜻이다.
그들은 프레드 프리스의 밴드들인 매사커 (밴드)나 골든 팔로미노스 등의 프리 재즈, 록을 의식했으나 이후 그것까지도 파괴하고 무너져내리는 과정 자체를 지향했으며 '붕괴'라는 말로 표현했다.
리듬 분절과 변용의 극한까지 추구했다는 평가를 받았으나 97년 더 이상 이마호리의 곡을 밴드 연주로 표현할 수 없다는 결론에 이르러 해산하였다.

## 음반 목록
- tipographica（1993年/GOD MOUNTAIN）
- The man who does not nod（1995年/ポニーキャニオン）
- God says I can't Dance（1996年/ポニーキャニオン）
- Floating Opera（1997年/SISTEMA records）